# Distretto di Aksu (Adalia)
Il distretto di Aksu (in turco Aksu ilçesi) è un distretto della provincia di Adalia, in Turchia.

## Amministrazioni
Al distretto appartengono 2 comuni e 12 villaggi. 

### Comuni
- Aksu (centro)
- Karaöz

### Villaggi
| - Alaylı - Fettahlı - Gökdere - Güloluk - İhsaniye - Karaçallı | - Kayadibi - Kemerğzi - Kumköy - Kurşunlu - Topallı - Yeşilkaraman |